# Sieboldius nigricolor
Sieboldius nigricolor – gatunek ważki z rodziny gadziogłówkowatych (Gomphidae).